# Penisa minuta
Penisa minuta là một loài bướm đêm trong họ Noctuidae.